# Число Онезорге
Число Онезорге (Oh) — критерий подобия в гидродинамике, аналогичный числу Лапласа, и равный отношению вязкостных сил к силам поверхностного натяжения и инерции. Его можно выразить как:
{\displaystyle \operatorname {Oh} \,={\frac {\eta }{\sqrt {\sigma \,\rho \,L}}}\,={\frac {1}{\sqrt {\operatorname {La} }}}},
где
- {\displaystyle \sigma } — коэффициент поверхностного натяжения;
- {\displaystyle \eta } — динамическая вязкость;
- {\displaystyle L} — характеристическая длина;
- {\displaystyle \operatorname {La} } — число Лапласа.

Число Онезорге используется в процессах сушки распылением, где жидкость образует капли, которые попадают в очень горячее пространство. Контроль над размером капель и скоростью сушки очень важен, чтобы получить продукт, который уже не влажный, но ещё не повреждён от долгого воздействия высокой температуры.